# (675) Ludmilla
(675) Ludmilla – planetoida z pasa głównego asteroid okrążająca Słońce w ciągu 4 lat i 222 dni w średniej odległości 2,77 j.a. Została odkryta 30 sierpnia 1908 roku w Taunton (Massachusetts) przez Joela Metcalfa. Nazwa planetoidy pochodzi od opery Rusłan i Ludmiła Michaiła Glinki. Przed jej nadaniem planetoida nosiła oznaczenie tymczasowe (675) 1908 DU.